# Pinchote
Pinchote – miasto w Kolumbii, w departamencie Santander.